# Paralichthys orbignyanus
Paralichthys orbignyanus är en fiskart som först beskrevs av Valenciennes, 1839.  Paralichthys orbignyanus ingår i släktet Paralichthys och familjen Paralichthyidae. Inga underarter finns listade i Catalogue of Life.